# Karlshamn–Ventspils
Karlshamn-Ventspils var en bilfärjelinje mellan Karlshamn i Sverige och Ventspils i Lettland som gick med tre avgångar i veckan. Linjen är numera nedlagd.
Färjelinjen Karlshamn-Ventspils startades i oktober 2005 när Scandlines Baltic AS bytte destination på färjelinjen Karlshamn–Liepaja till att istället gå till Ventspils. Hösten 2007 beslutade Scandlines Baltic AS att trafiken på linjen skulle upphöra på grund av dålig lönsamhet och den 23 november 2007 gick den sista turen.